# Hilmar Grundmann
Hilmar Grundmann (* 9. September 1938 in Delmenhorst) ist ein deutscher Sprachdidaktiker.

## Leben
Grundmann besuchte die Volks- und Mittelschule. Danach absolvierte er eine Lehre zum Seeschifffahrtskaufmann in Bremen. Er war von 1963 bis 1965 Student an der Akademie für Wirtschaft und Politik, der späteren Hochschule für Wirtschaft und Politik in Hamburg. Im Anschluss war er tätig in einem Konzern in Darmstadt. Von 1969 bis 1972 war er Student an der Universität Hamburg mit dem Studium Diplom-Handelslehrer.
Er studierte Erziehungswissenschaften, deutsche Sprache und Literatur sowie ihre Didaktik, Philosophie und Wirtschaftswissenschaft. Nach der ersten und zweiten Lehrerprüfung für das höhere Lehramt und der Promotion 1974 war er von 1983 bis 2003 Professor (§ 17 HmbHG) für Didaktik der Deutschen Sprache und Literatur an der Universität Hamburg.
Seine Arbeitsschwerpunkte sind Deutschunterricht an berufsbildenden Schulen, Deutschunterricht und Arbeitswelt, Deutschunterricht und Schlüsselqualifikationen, Deutschunterricht und Ökologie, Friedrich Hebbel im Deutschunterricht.

## Schriften (Auswahl)
- „Berufliche Arbeit macht krank“. Literaturdidaktische Reflexionen über das Verhältnis von Beruf und Privatsphäre in den Romanen von Martin Walser. Frankfurt am Main 2003, ISBN 3-631-38806-3.
- Ich sah des Sommers letzte Rose stehn .... Vom aktuellen didaktischen Wert der Gedankenlyrik Friedrich Hebbels. Frankfurt am Main 2004, ISBN 3-631-51161-2.
- Von Weiber-Emancipation und echten Weibern in Hebbels Tagebüchern und Tragödien. Ein literaturwissenschaftlicher und literaturdidaktischer Beitrag zur Gender-Forschung. Frankfurt am Main 2006, ISBN 3-631-53681-X.
- Sprachfähigkeit und Ausbildungsfähigkeit. Der berufsschulische Unterricht vor neuen Herausforderungen. Baltmannsweiler 2007, ISBN 3-8340-0301-8.
- Bildung und Integration. Stuttgart 2014, ISBN 978-3-88099-464-5.